# Lil Fagata
Lil Fagata – debiutancki album studyjny polskiej raperki i influencerki Fagaty, który został wydany 17 stycznia 2025 roku wydaniem własnym. Album zadebiutował na 8. miejscu polskiej listy sprzedaży – OLiS.
Album był promowany następującymi singlami: „Plastik”, „Bandycka jazda”, „Góra dół”, „Osobowości Dwie”, „Kubki”, „Bla Bla Bla”, „Miłość boli”, „Jechanka po bandzie”, „To skomplikowane” oraz „Raz, dwa, trzy”. Na albumie gościnnie wystąpił Josef Bratan, Lil Gnar oraz Natalisa.

## Okładka
Okładka artystki wywołała spore emocje, ponieważ influencerka zaprezentowała się w odważnym stroju, co spotkało się z mieszanymi reakcjami internautów – od pochwał po krytykę. Użytkownicy szybko dostrzegli wyraźne podobieństwo do okładki albumu Lil’ Kim „The Notorious K.I.M.” z 2000 roku.
Raperka przyznała, że inspirowała się dziełem amerykańskiej artystki, podkreślając, że proces twórczy miał głębsze znaczenie:

To jest inspiracja. I właśnie zostało to wymyślone, że to jest inspiracja. Mogłabym sobie (...) usiąść na kibelku i to mogłaby być moja okładka. Cokolwiek mogłoby być okładką. Fajnie, że jest inspiracja, że jest cała historia do tej inspiracji. Myślę, że to jest cięższe do wymyślenia, niż wymyślenie po prostu okładki.

## Lista utworów
Opracowane na podstawie materiałów źródłowych.
| 1.  | „Intro”                         | 1:05  |
|     |                                 |       |
| 2.  | „Bandycka jazda”                | 2:02  |
|     |                                 |       |
| 3.  | „Plastik”                       | 2:02  |
|     |                                 |       |
| 4.  | „Góra dół” (gośc. Josef Bratan) | 2:03  |
|     |                                 |       |
| 5.  | „Kubki” (gośc. Lil Gnar)        | 2:21  |
|     |                                 |       |
| 6.  | „Bla Bla Bla” (gośc. Natalisa)  | 2:12  |
|     |                                 |       |
| 7.  | „Miłość boli”                   | 2:41  |
|     |                                 |       |
| 8.  | „Jechanka po bandzie”           | 2:14  |
|     |                                 |       |
| 9.  | „To skomplikowane”              | 2:48  |
|     |                                 |       |
| 10. | „SWAG”                          | 2:19  |
|     |                                 |       |
| 11. | „Raz, dwa, trzy”                | 2:08  |
|     |                                 |       |
| 12. | „Rusz tym” (gośc. Josef Bratan) | 2:15  |
|     |                                 |       |
| 13. | „Osobowości Dwie”               | 2:01  |
|     |                                 |       |
|     |                                 | 28:11 |
|     |                                 |       |

## Twórcy
Opracowane na podstawie materiałów źródłowych.
|  | Muzyka - Fagata – wokal (wszystkie utwory), tekst (utwory 2–9, 11. i 13.) - Syru – tekst, kompozytor (wszystkie utwory) - Natalisa – wokal, tekst (utwór „Bla Bla Bla”) - Josef Bratan – wokal, tekst (utwór „Góra Dół” oraz „Rusz tym”) - Lil Gnar – wokal, tekst (utwór „Kubki”) - Konrad Zasada – kompozytor (utwór „Intro”, „SWAG” oraz „Rusz tym”) - Adrian Śliżewski – kompozytor (utwór „Rusz tym”) Sprawy techniczne - Syru – producent, miks, mastering, inżynier dźwięku, aranżer (wszystkie utwory) | Projekt - Fagata – okładka Kierownictwo - MUGO (za pośrednictwem My Music) – dystrybutor - Fagata – kierownictwo projektu, wydawca - DJ.Frodo – kierownictwo projektu, menadżer |

## Notowania

### Najwyższe pozycje na listach tygodniowych
| Kraj   | Lista                    | Pozycja |
| ------ | ------------------------ | ------- |
| Polska | OLiS – albumy            | 8       |
| Polska | OLiS – albumy w streamie | 28      |
| Polska | OLiS – albumy fizycznie  | 7       |